# Neopolyptychus spurrelli
Neopolyptychus spurrelli es una polilla de la  familia Sphingidae. Vuela en Guinea, Liberia, Costa de Marfil, Nigeria, Camerún, Ghana y Sierra Leona.
Su envergadura va de 32 a 39 mm para los machos y 36 a 40 mm para las hembras.

## Sinonimia
- Neopolyptychus pygarga spurrelli
- Polyptychus spurrelli, Rothschild & Jordan, 1912

- Datos: Q10798096
- Multimedia: Neopolyptychus spurrelli / Q10798096